# Neotolteca
La doctrina neotolteca, también conocida como neochamanismo, es una corriente de pensamiento desarrollada a partir de la segunda mitad del Siglo XX basada en la reinterpretación de la mitología mesoamericana, particularmente la cultura tolteca arqueológica. Los seguidores de esta doctrina se basan en fuentes cuya interpretación afirma que los mesoamericanos eran todos portadores de una sola cultura que ahora es llamada toltecáyotl. También se apoyan en los escritos de Carlos Castañeda (1925-1998).

## Fundamentos
En la actualidad, el término "tolteca" es empleado por diversos grupos de la nueva era que se consideran practicantes del neonagualismo. Se autodenominan "grupos de rescate de las raíces de la identidad nacional" y aplican el término "tolteca" a toda persona que sigue los principios de vida toltecas. Se reclaman herederos de los toltecas históricos.

El tolteca es sabio, es una lumbre, una antorcha, una gruesa antorcha que no ahuma. Hace sabios los rostros ajenos, les hace tomar corazón. No pasa por encima de las cosas: se detiene, reflexiona, observa... El tolteca es un espejo horadado por ambos lados. Suya es la tinta, los códices; él mismo es escritura y sabiduría, camino, guía veraz para otros; conduce a las personas y a las cosas, y es una autoridad en los asuntos humanos... El tolteca es cuidadoso; respeta la tradición, posee la transmisión del conocimiento y lo enseña a otros, sigue la verdad. Nos hace tomar un rostro y desarrollarlo, abre nuestros oídos, nos ilumina. Es maestro de maestros...
Códice matritense[cita requerida]

## Críticas
Desde una perspectiva crítica, la ideología no se sostiene del todo ya que no se sabe con certeza cuáles eran estos principios por no tener representantes vivos. Algunos grupos llegan a afirmar que el Popol Vuh era tolteca, cuando en realidad fue escrito por los quichés de Guatemala.
Por otro lado, no hay universidades que avalen esa información y hay poca evidencia para demostrar lo que
sostiene. Por otro lado, algunos escritores neoeranos se han dado títulos de antropología que no tienen, por lo que no son fuentes viables.

## Tecnología y religión neotolteca
La tecnología y otras muestras que quedan de esta etnia dan idea de un pueblo más guerrero que pacífico. Las dos principales construcciones que se conservan son una coraza de concha nácar y la representación de un guerrero coyote barbudo.
- Wikilibros alberga un libro o manual sobre Toltequidad.

- Datos: Q4460020